# Adidas Jabulani
El Jabulani fue el balón de fútbol oficial usado durante la Copa Mundial de 2010 realizada en Sudáfrica. Fue fabricado por la compañía alemana de equipamiento deportivo Adidas y desarrollado en la Universidad de Loughborough, en el Reino Unido, fue presentado oficialmente el 4 de diciembre de 2009 en Ciudad del Cabo, Sudáfrica. La palabra «jabulani» significa «celebrar» en zulú.
En esa misma Copa Mundial se utilizó una versión del balón en color dorado llamado Jo'bulani, el balón oficial de la final del torneo. El nombre y color del esférico fueron elegidos como tributo a la ciudad de Johannesburgo, conocida también como Jo'burg o la "Ciudad de Oro". La final la disputaron las selecciones de Países Bajos y España, el 11 de julio de 2010, en la que España ganó por 0-1 con gol de Andrés Iniesta en la segunda parte de la prórroga. El Jo'bulani es el segundo balón que se produce exclusivamente para una final de la Copa Mundial tras el +Teamgeist Berlin de la Copa Mundial de la FIFA 2006.
El balón fue empleado también en la Copa Mundial de Clubes de la FIFA 2009 en los Emiratos Árabes Unidos y en la Copa Mundial de Fútbol Sub-20 de 2009 realizada en Egipto pero con otro diseño en los gráficos. Una versión especial del balón, el Jabulani Angola, se utilizó en la Copa Africana de Naciones 2010. Este balón fue el mismo con el que se disputó el Torneo Clausura 2010 de Argentina, en la Major League Soccer 2010, en la 1. Bundesliga 2010/11 y en la Primera División de Portugal 2010/11.

## Diseño
Los 11 colores del balón de Adidas son un reflejo simbólico de los 11 jugadores de cada equipo, de los 11 idiomas oficiales de Sudáfrica y de las 11 comunidades sudafricanas que dieron la bienvenida al mundo del primer Mundial de fútbol que tiene lugar en África. Tiene una redondez exacta.
Fue presentado por David Beckham en Ciudad del Cabo (Sudáfrica) el 4 de diciembre de 2009, durante la ceremonia de sorteo de los grupos que disputaron la primera fase del campeonato.
Adidas ha producido balones oficiales de alto desempeño desde 1963 y es el principal productor en el mundo. Aun así, le tomó a adidas más de tres años de investigación y desarrollo a profundidad para presentar el JABULANI, su mejor balón. Gracias al revolucionario perfil “Grip’n’Groove” y la completamente nueva forma en 3D de los paneles, les ofreció a los mejores jugadores en el mundo un balón que permite un vuelo excepcionalmente estable y un agarre perfecto bajo todas las condiciones posibles.

## Ediciones especiales

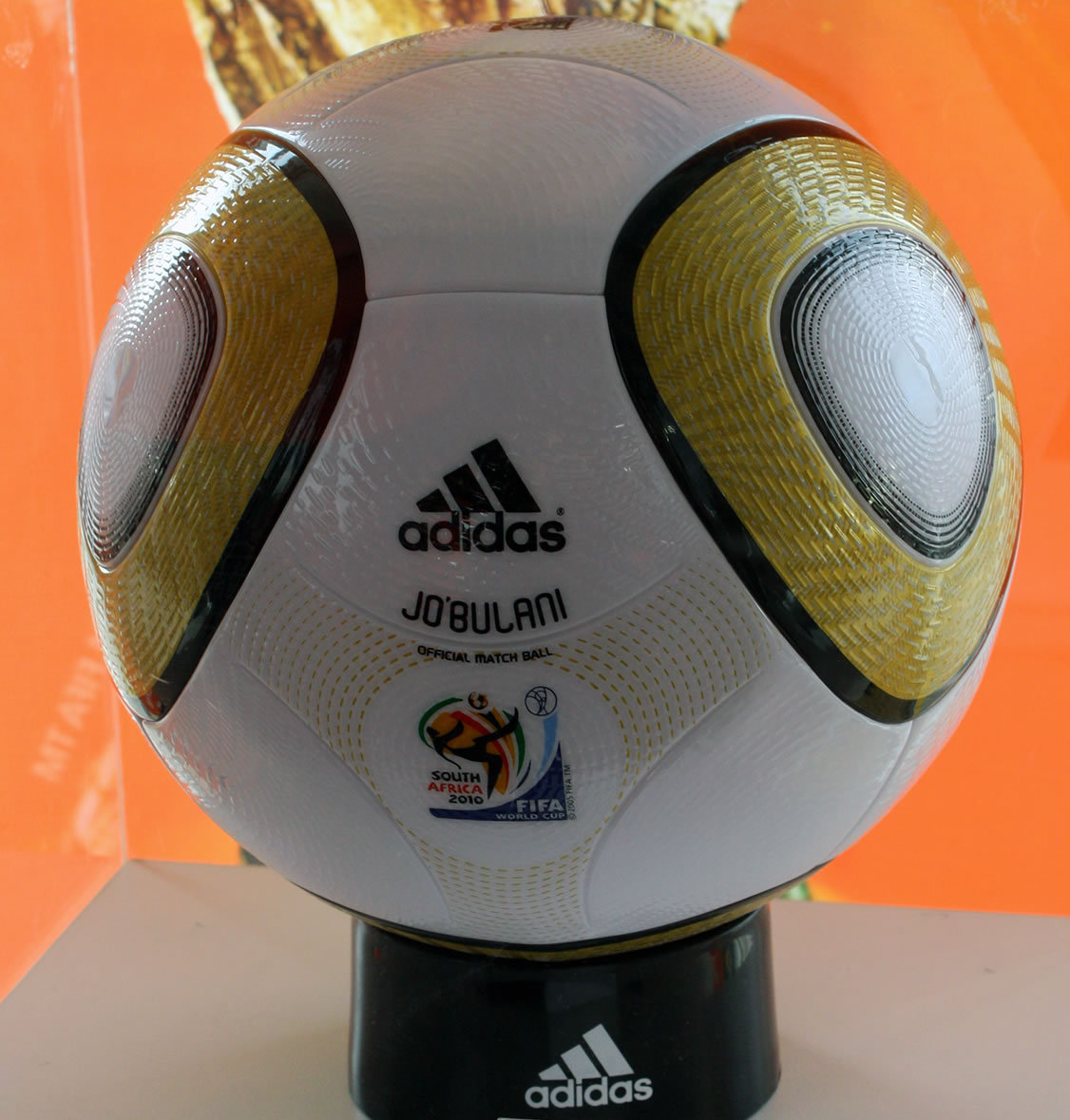
Adidas Jo'bulani en exhibición.

### Adidas Jo'bulani
Un modelo llamado Adidas Jo'bulani es el que se utilizó en la Final de la Copa del Mundo 2010. El nombre y color del esférico fueron elegidos como tributo a la ciudad de Johannesburgo, conocida también como Jo’burg o la "Ciudad de Oro". La diferencia con el modelo que se usó en el resto de la competición es que sus bordes son dorados. Esa fue la segunda vez que se fabricó un modelo especial para la final de la Copa del Mundo, ya se había hecho lo mismo con el Teamgeist en Alemania 2006.

### Adidas Jabulani Angola
Una versión especial de este balón, llamada Adidas Jabulani Angola, se utilizó en la Copa Africana de Naciones 2010. El Jabulani Angola presenta un colorido diferente a la versión que se utilizó en la Copa Mundial de Sudáfrica, para representar los colores de Angola, anfitrión de dicho torneo.

### Jabulani Coca-Cola
También fue puesto en producción un Adidas Jabulani versión de la empresa de refrescos Coca-Cola. Este era rojo, contaba con el logo de Adidas y el nombre del balón al igual que en el original, y contaba con el logo de la empresa de refrescos en un triángulo ilustrativo del balón. Salió disponible gracias a una promoción de Coca-Cola.

## Otros torneos
Además del Mundial de Sudáfrica esta pelota fue usada oficialmente en los siguientes torneos:
- En la Copa Mundial Femenina de Fútbol Sub-20 de 2010.
- En el Copa Mundial de Clubes de la FIFA 2009.
- En la J1 League de Japón 2010.
- En el Campeonato Ecuatoriano 2010.
- En el Torneo Clausura y Apertura 2010 de Argentina, en todas sus categorías "1ª" "BN" "B" "C" "D".
- En el Torneo Clausura 2010 de Venezuela, en todas sus categorías "1ª" "2ª A" "2ª B" "3ª".
- En el Torneo Clausura 2010 de Paraguay.
- En el Torneo Clausura 2010 de Bolivia.
- En la Major League Soccer de Estados Unidos, entre 2010-2011 y en 2011-12.
- En la Eurocopa 2012 de Polonia y Ucrania diseño correspondiente de Tango 12
- En la UEFA Europa League de 2010 a 2014.
- En la Supercopa de la UEFA de 2010 a 2013.

## Críticas
Ha sido blanco de diferentes críticas de porteros internacionales como Fernando Muslera (Uruguay), Iker Casillas (España), Júlio César (Brasil), Gianluigi Buffon (Italia), Justo Villar (Paraguay), Claudio Bravo (Chile) y Sergio Romero (Argentina) quienes afirman que para ellos es muy difícil de atrapar y que trajo problemas, no sólo a los porteros sino también a los defensores.
En su conferencia de prensa del 22 de junio de 2010, después de la victoria de la selección Argentina frente a Grecia, el entrenador Diego Armando Maradona mostró su descontento con el Jabulani: 

Esta pelota es imposible, no dobla. Yo mismo comprobé en los entrenamientos que, cuando la querés tirar al segundo palo, se te cae.
Diego Armando Maradona

También el argentino Lionel Messi criticó la pelota tras el triunfo de Argentina ante Nigeria, en Sudáfrica:

Es muy complicada para los arqueros, para nosotros. No le agarramos la mano todavía, ojalá que pronto nos vayamos acostumbrando, porque no nos queda otra.
Lionel Messi

Dada su extrema ligereza, el Jabulani ha sido incluso tachado en son de broma como una pelota de playa o de voleibol.

### Estudio de la NASA
La NASA, tras analizar el comportamiento y la aerodinámica del esférico, ha publicado los resultados del estudio, llegando a la conclusión de que a una velocidad superior a los 72 kilómetros por hora, es el impredecible; lo cual causó grandes dificultades a porteros de todo tipo.